# Île Greenly
Die Île Greenly (englisch Greenly Island) ist eine kanadische Insel im Sankt-Lorenz-Golf am südwestlichen Ende der Belle-Isle-Straße im Osten von Québec nahe der Grenze zu Labrador. 
Es befinden sich ein Leuchtturm und eine Fischersiedlung auf der Insel. 
Die Insel gehört zur Gemeinde Blanc-Sablon in der Provinz Québec.
Die felsige Boden ist von krautiger Vegetation bewachsen. Mehr als ein Dutzend Arten von Meeresvögeln brüten hier, darunter Silbermöwe, Mantelmöwe und Ringschnabelmöwe, mehrere Arten von Seeschwalben, der Tordalk, die Gryllteiste und der Papageitaucher. Seit 1925 ist Île Greenly zusammen mit Île aux Perroquets als Vogelschutzgebiet ausgewiesen.
Am 13. April 1928 landeten Hermann Köhl, Ehrenfried Günther Freiherr von Hünefeld und der irische Hauptmann James C. Fitzmaurice auf Île Greenly. Mit ihrer Junkers W 33 „Bremen“ war ihnen der erste Transatlantikflug per Flugzeug von Ost nach West geglückt. 